# Bot de rem

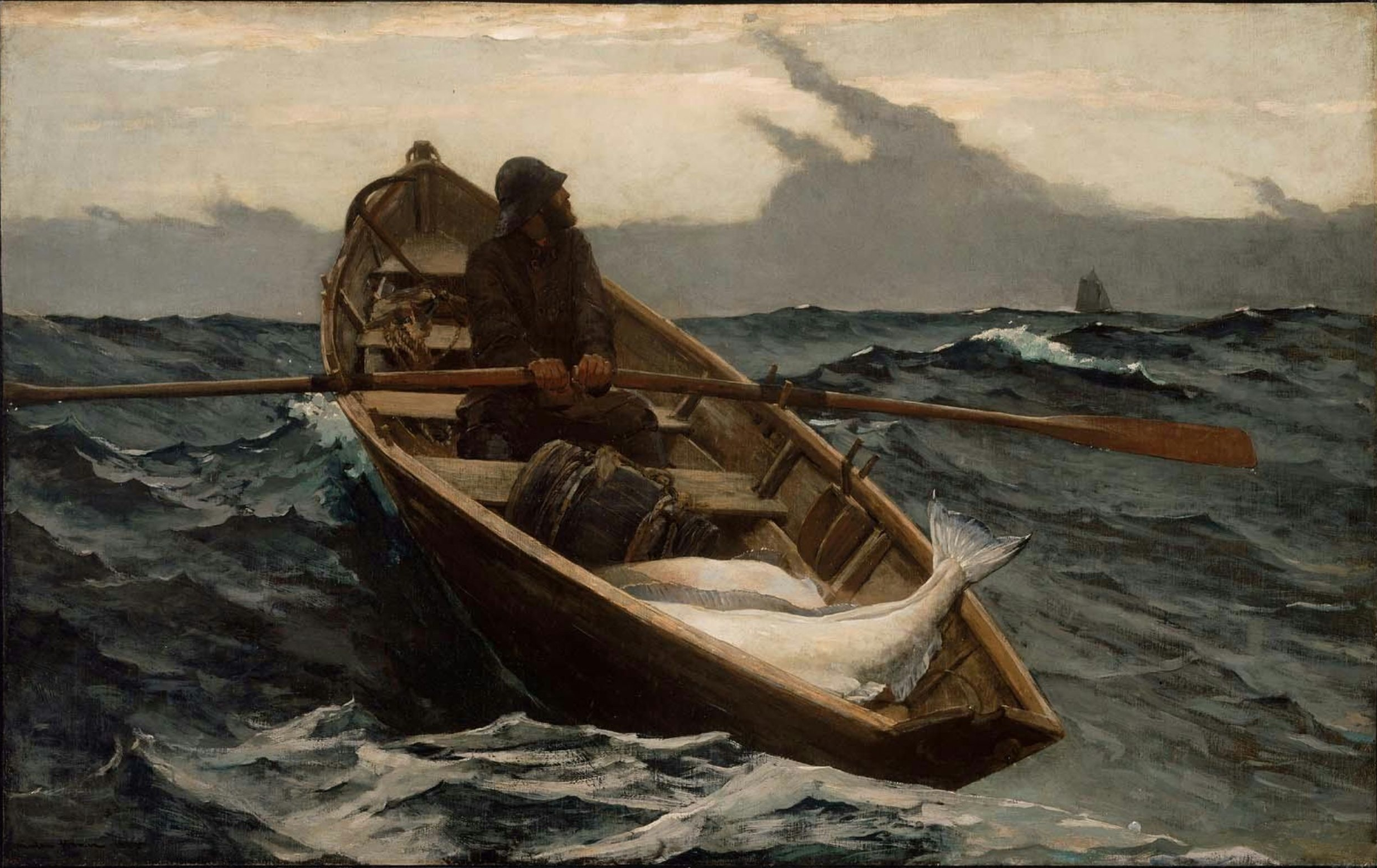
Pintura a l’oli d’un pescador de bacallà amb el seu dory (1885).

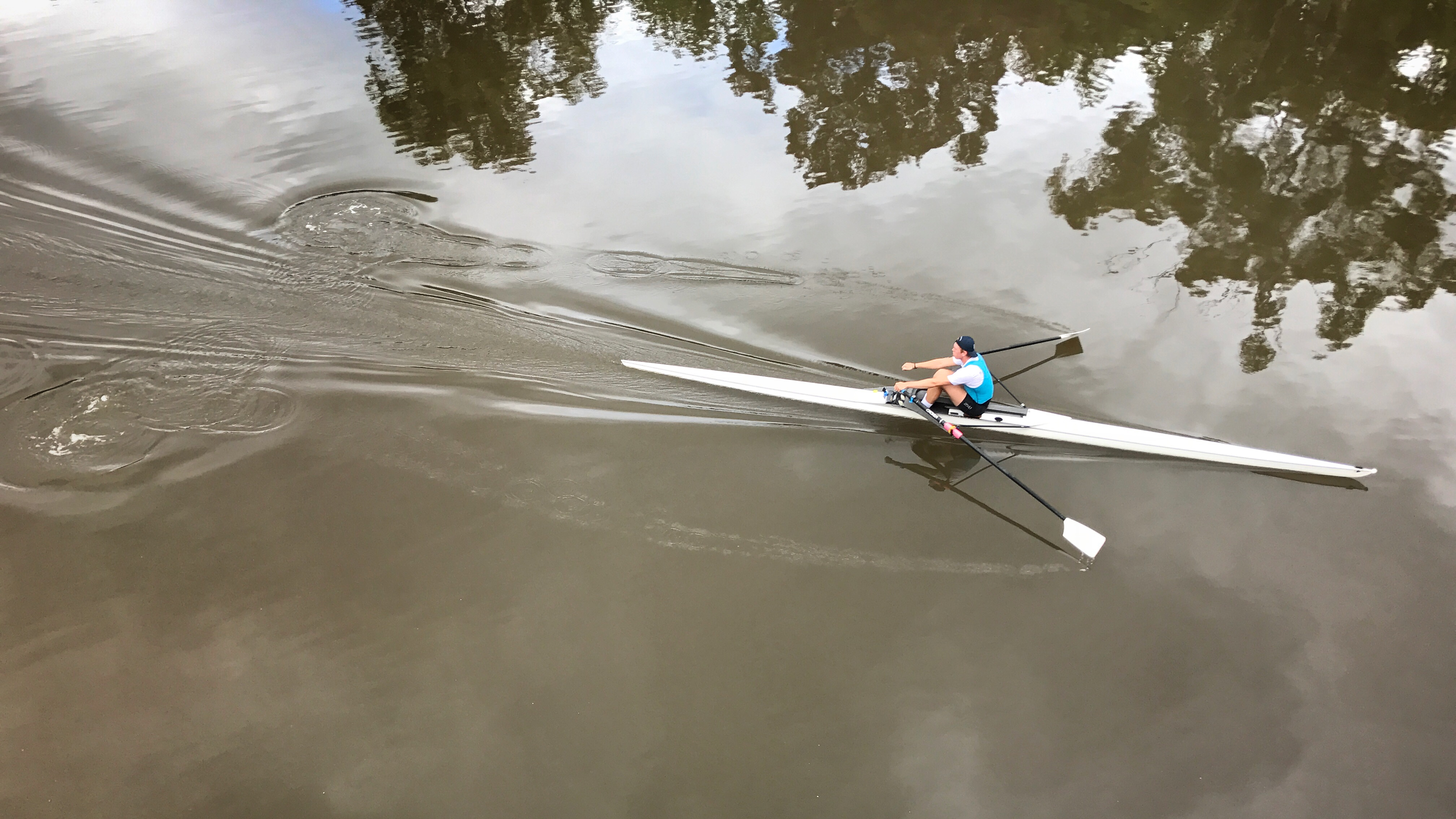
Remer tradicional vogant d'esquema al sentit de marxa.

En l'àmbit de la navegació, un bot de rem - o barca de rem - és una embarcació de dimensions reduïdes propulsada per rems. Pot usar-se com embarcació autònoma o com a embarcació auxiliar de vaixells més grans.

## Propulsió per rems
Les embarcacions propulsades per rems són un cas particular dels  vehicles de propulsió humana, que aprofiten la potència del cos humà mitjançant els rems.

### Rems
Un rem actua com una palanca del segon tipus: l’aigua fa de fulcre, l'escàlem de resistència i el guió de potència.

### Acció de remar
L’acte de remar s'anomena voga. Els remers convencionals voguen d’esquena al sentit de marxa de la barca, amb un o dos rems. En les galeres del renaixement hi havia diversos remers per rem (disposició dels remers "a la galotxa").

#### Cinglar
Es diu cinglar quan només s'utilitza un sol rem posat a la popa.

#### Yuloh de la Xina

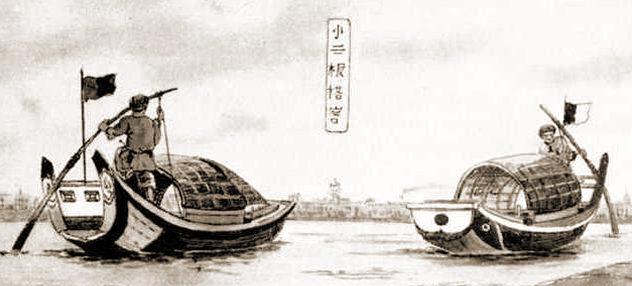
Sampan Xinès impulsat mitjançat la tècnica del yáolǔ que fa ús d'un sol rem.

El  Xinès "yuloh" (en xinès: 摇 橹; pinyin: yáolǔ; Wade–Giles: yaolu) és un rem gran i pesat, amb un sòcol a la part inferior del seu eix que s'adapta a un passador muntat a la popa, sobre un pivot que permet girar el rem balancejant-lo d'un costat a l'altre. El pes del rem, sovint suplementat per un cordó de cànem, manté el rem al seu lloc sobre el pivot. El pes de la porció exterior del rem queda compensat per una corda que va des de la part inferior del mànec fins a la coberta del vaixell. El remer mou principalment el rem empenyent i estirant sobre aquesta corda, cosa que fa que el rem oscil·li sobre el seu pivot, inclinant automàticament la pala per crear una empenta cap endavant. Aquest sistema permet que diversos remers puguin operar amb un rem, cosa que permet, si cal, emprar-los en embarcacions pesades i grans. La gran eficiència d'aquest sistema va donar lloc a la dita xinesa "un "yuloh" equival a tres rems".

## Classificació

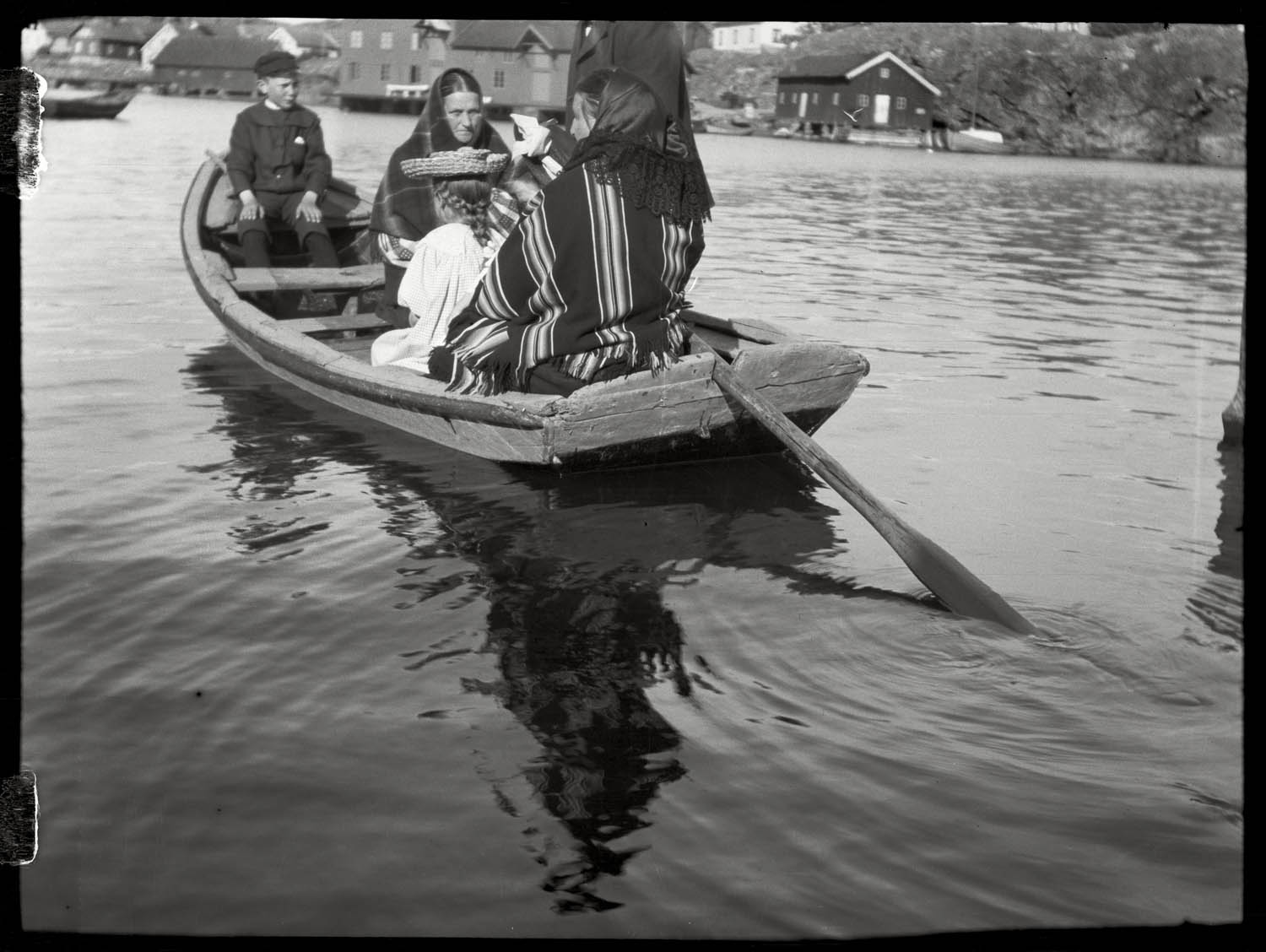
Barquera sueca de 1900. La barca es desplaça cinglant (remant amb un sol rem).

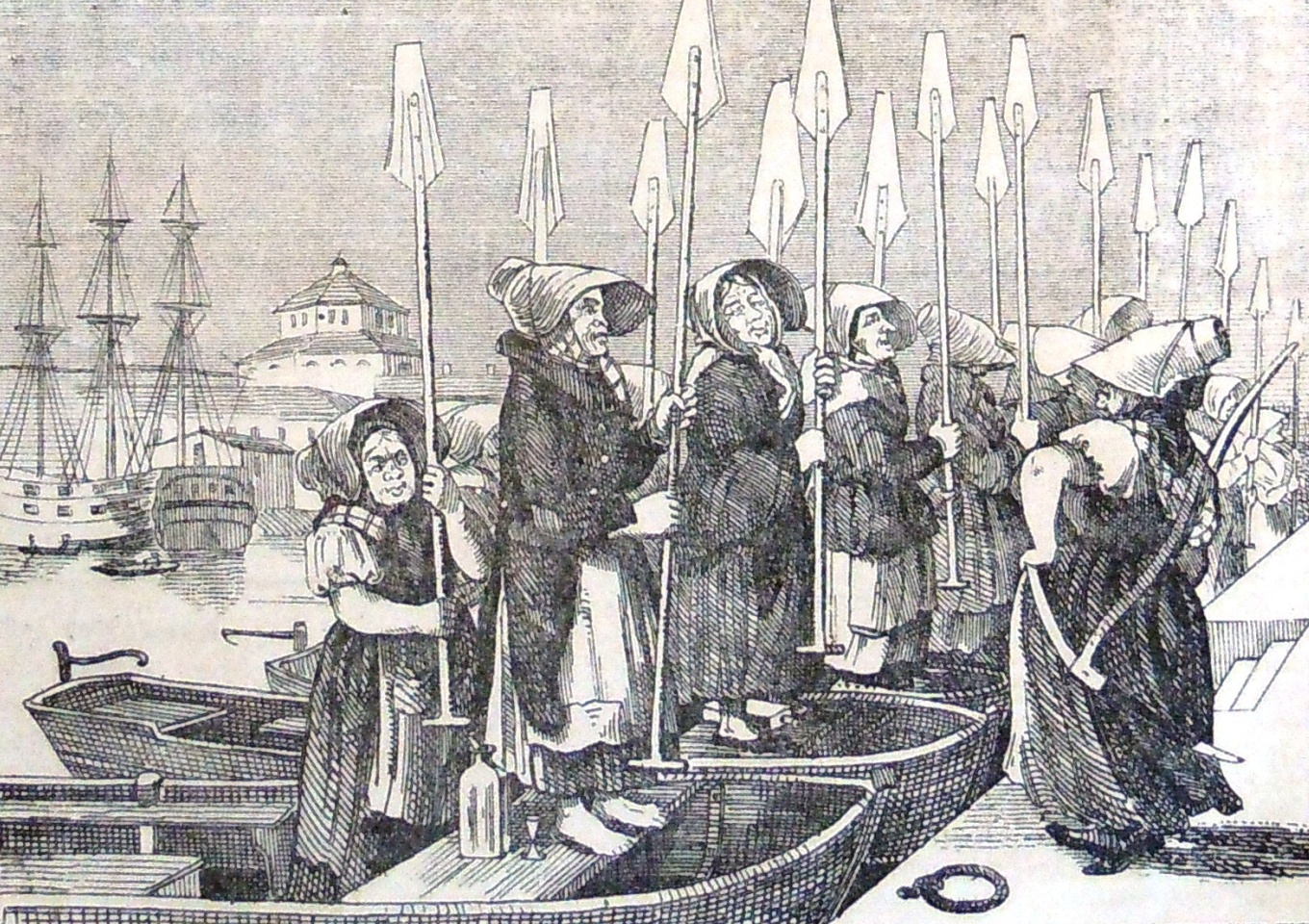
Dibuix humorístic de barqueres a Stockholm disposades a lluitar contra la competència (1855).

D’acord amb el seu ús habitual hi ha barques de rem autònomes i barques de rem auxiliars. Un mateix tipus de barca pot actuar com a autònoma o com a auxiliar.

### Barques autònomes
Les barques de rem autònomes s'associen a l’ofici dels barquers o barqueres. Les barqueres havien actuat en el transport de passatgers, monopolitzant l’ofici, en algunes ciutats europees. Actualment encara treballen a Hong Kong.

### Barques auxiliars
Les barques auxiliars, injustament oblidades en les cròniques navals, eren elements imprescindibles de qualsevol navegació.
Un dels exemples de l'època dels vikings és el següent. En la Saga d'Eric el Roig, capítol XIII, la mort de Bjarni Grimolsson va relacionada amb la barca auxiliar de la seva nau.

## Altres aspectes
A més de la classificació bàsica segons l’ús hi ha altres aspectes a considerar que permeten altres categories.

### Buc

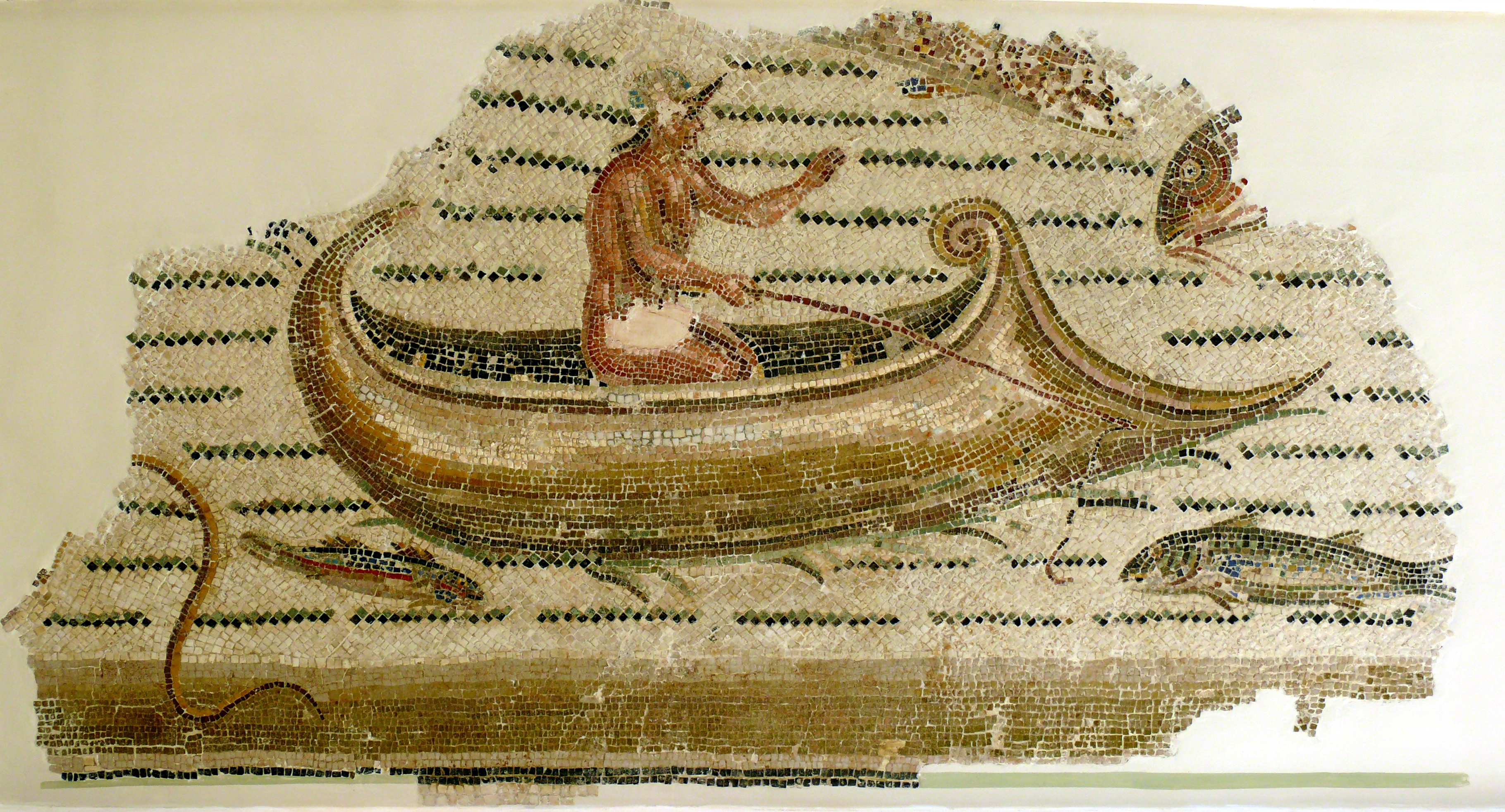
Pescador en una barca. Sussa (c 250 dC).

La forma del buc és important. Les barques tradicionals s'adapten a les condicions de navegació. Poden ser de fons pla (de poc calat) o amb quilla
(de seccions diverses però amb més calat i més adequades per a navegar amb ones). Pel que fa als extrems, hi ha barques amb roda a proa i espill de popa i barques amb rodes a proa i popa. També hi ha barques (principalment asiàtiques) sense roda, amb la proa truncada.
Les rodes (de proa i popa) poden ser verticals (rectes o corbades) o formant angle amb la línia de flotació (molt petit o molt gran; fins i tot amb un angle negatiu).

### Materials
Els materials d’una barca poden ser molt variats: fustes diverses (en estat natural o modificades), materials metàl·lics (acer, alumini, estany, ...), plàstics, composites. O una combinació dels materials anteriors.
Altres materials són possibles: el ferrociment, les pells adobades, els cistells enquitranats, les lones enquitranades o folrades de cautxú, els teixits flexibles i alguns altres.

## Història
Al món antic, totes les civilitzacions antigues principals utilitzaven el rem per al transport, la pesca, el comerç i la guerra. Durant milers d'anys els humans han navegat en embarcacions i vaixells de rems. La guerra en el mar es feu a rem durant segles. Es va considerar una manera d'avançar la seva civilització durant la guerra i la pau. Casos particulars com el de les llanxes baleneres, caçant balenes prop de la costa o en alta mar arriades des d'un vaixell balener, o el dels petits dorys dels Gran Banks pescant el bacallà per a omplir les bodegues de les respectives goletes, il·lustren la importància del rem en l'economia i la vida de les persones.

### Antic Egipte

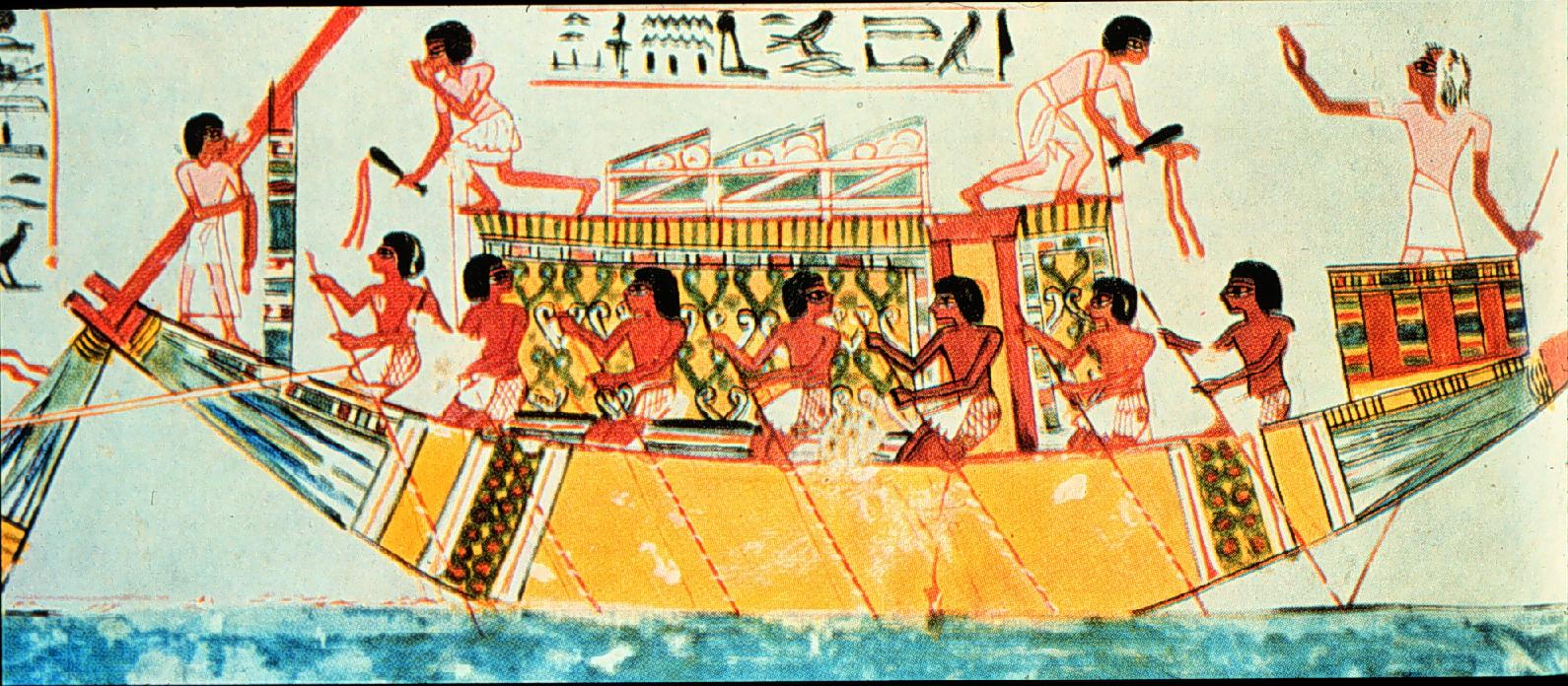
Imatge d'una embarcació de rem en una tomba egípcia

El començament del rem està entelat a la història, però l'ús dels rems en la forma en què s'utilitzen avui es remunta a l'antic Egipte. No se sap si es va inventar a Egipte o alguna cosa apresa de Mesopotàmia mitjançant el comerç. Tanmateix, els arqueòlegs han recuperat un model de vaixell de rems en una tomba que es remunta als segles 18-19 aC.
Des d'Egipte, els vaixells de rem, especialment les galeres, van ser àmpliament utilitzats en la guerra naval i el comerç a la Mediterrània des de l'antiguitat clàssica. Les galeres tenien avantatges respecte als vaixells de vela: eren més fàcils de maniobrar, capaços de fer ràfegues de velocitat i poder moure’s independentment del vent.

### Antiga Grècia

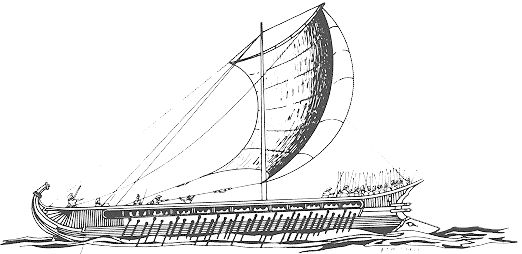
Una trirrem grega

Durant l'època clàssica de les galeres de rem, els grecs van dominar el Mediterrani mentre que els atenesos van dominar els altres grecs. Van utilitzar milers de ciutadans de classe baixa per servir de remers a la flota. El trirrem clàssic utilitzava 170 remers; les galeres posteriors van incloure tripulacions encara més grans. Els remers de Trirrem utilitzaven coixins de pell per lliscar-se sobre els seients, cosa que els permetia utilitzar la força de les cames com fa un remer modern amb un seient lliscant. Les galeres solien tenir pals i veles, però les baixaven quan s'aproximava al combat. Les flotes gregues fins i tot podien deixar les seves veles i pals a la costa (com a pes innecessari) si era possible.

### Nord d'Europa
L'ús de rems en rem en lloc de remar va arribar bastant tard al nord d'Europa, en algun moment entre el 500 aC-1 dC. Aquest canvi podria haver estat accelerat per la conquesta romana de la Gal·lia del Nord. Tanmateix, entre els anys 500-1100 dC, els vaixells combinats de vela i rem van dominar el comerç i la guerra al nord d'Europa en el temps que s'ha conegut com a era vikinga.

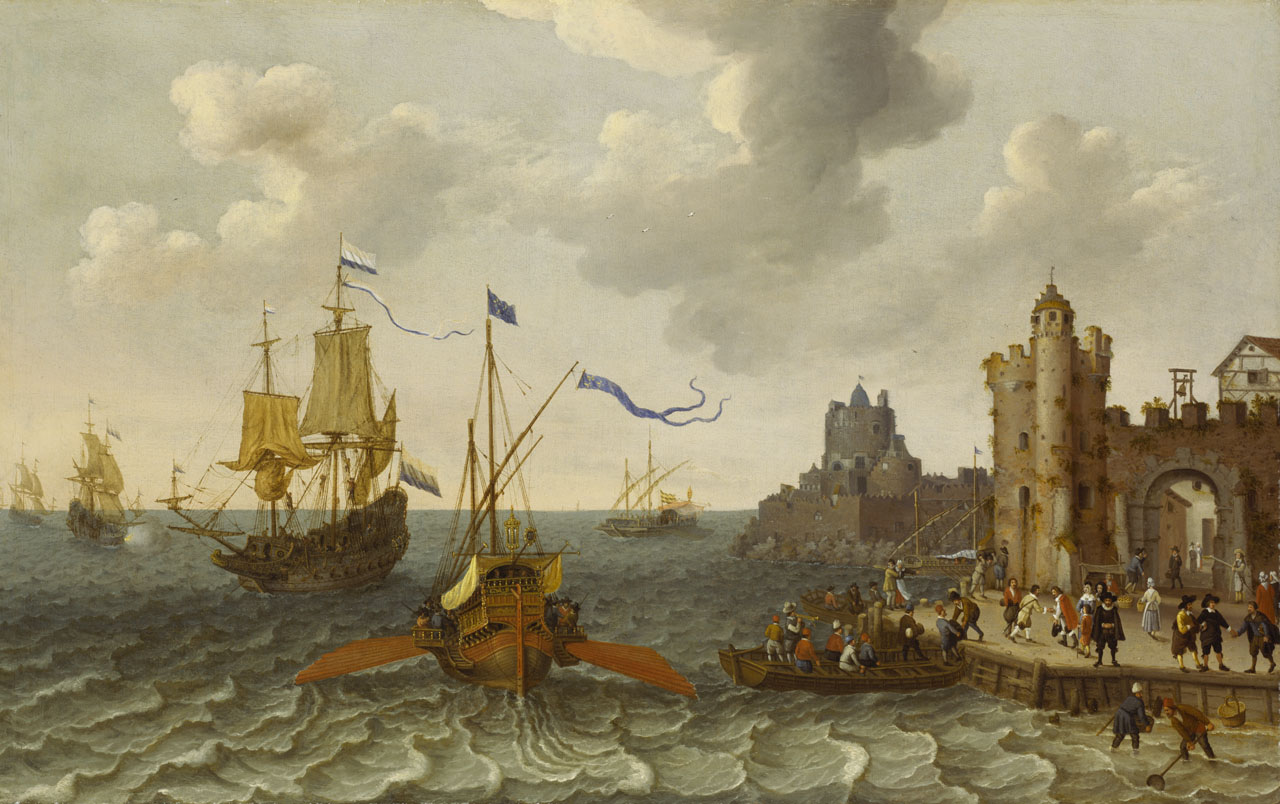
Galera en plena voga

### Catalunya
Només cal consultar les llistes publicades sobre batalles navals: Illes Formigues, Ponça, Lepant, ...i moltes altres. Les galeres es van continuar utilitzant al Mediterrani fins a l'aparició de la propulsió al vapor.
Els detalls que no s'acostumen a esmentar són els que protagonitzaven les petites embarcacions auxiliars a rem indispensables en tasques de transport, exploració, desembarcament, passar d'una nau a l'altra, recollir l'àncora,... Aquestes tasques es mantingueren en l'època de la vela i posteriors.

Molts pesquers tradicionals que treballaven prop de la costa es propulsaven amb rems. Algunes barques de salvament feïen el mateix. La navegació comercial, amb independència del sistema de propulsió dels grans vaixells mercants no hauria estat possible sense una munió de petites barques de rem.

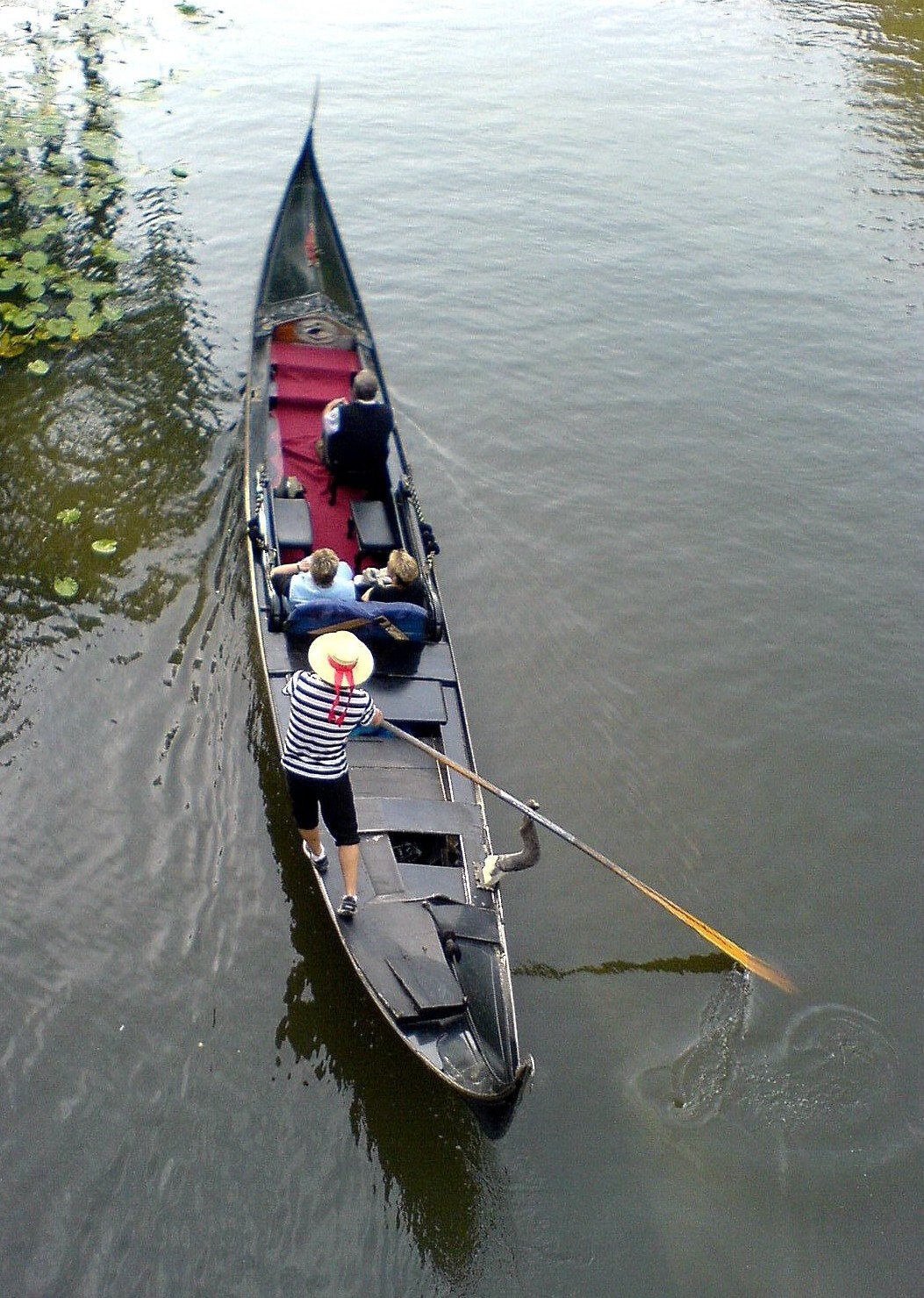
Gòndola a Venècia

### Venècia
A Venècia, les gòndoles i altres vaixells similars de fons pla són formes populars de transport propulsats per rems que es mantenen al seu lloc mitjançant una fórcola oberta de fusta. La tècnica de rem "Voga alla Veneta", és considerablement diferent de l'estil utilitzat en el rem internacional esportiu, ja que el gondoler rema dret i orientat cap endavant. Això permet al vaixell maniobrar molt ràpidament i amb agilitat, útil en els canals estrets i concorreguts de Venècia. També es realitzen regates com a competició, amb gòndoles i altres tipus de vaixells, utilitzant la tècnica del rem venecià 
Hi ha tres estils de rem venecià, cadascun lleugerament diferent. El primer consisteix en un sol rem amb un rem, situat a prop de la popa del vaixell, on el rem també fa de timó. El segon estil consisteix en un o dos remers, cadascun amb dos rems creuats (conegut com a la valesàna). El tercer estil té dos o més remers, remant en costats alterns del vaixell.

## Imatges de barques de rem
|  |  |  |  |

|  |  |  |  |

## Embarcacions de rem notables
- Pàralos, Salamínia[30][31][32]
- Drakkar[33]
- Dory[34]
- Barca de panescalm[35]
- Caro d'art[36]
- "Surf boat" australians.[37][38][39][40][41]
- Balenera, llanxa balenera.[42]
- Patins de rem[43]